# ألين فيلد
ألين فيلد (بالإنجليزية: Eliot Feld)‏ هو راقص باليه أمريكي، ولد في 5 يوليو 1942 في بروكلين في الولايات المتحدة.

## وصلات خارجية
- الموقع الرسمي
- ألين فيلد على موقع IMDb (الإنجليزية)
- ألين فيلد على موقع الموسوعة البريطانية (الإنجليزية)
- ألين فيلد على موقع قاعدة بيانات برودواي على الإنترنت (الإنجليزية)
- ألين فيلد على موقع قاعدة بيانات الفيلم (الإنجليزية)